# Hiroyuki Yoshida
Hiroyuki Yoshida (Tokyo, 25 november 1969) is een voormalig Japans voetballer.

## Carrière
Hiroyuki Yoshida speelde tussen 1992 en 1998 voor Júbilo Iwata, Fukuoka Blux, Consadole Sapporo, Blaze Kumamoto en Honda FC.

## Statistieken
| Japan   | Japan             | Japan            | League | League | Emperor's Cup | Emperor's Cup | J-League Cup | J-League Cup | Totaal | Totaal |
| Seizoen | Club              | League           | Wed.   | Goals  | Wed.          | Goals         | Wed.         | Goals        | Wed.   | Goals  |
| ------- | ----------------- | ---------------- | ------ | ------ | ------------- | ------------- | ------------ | ------------ | ------ | ------ |
| 1992    | Yamaha Motors     | Football League  | 17     | 2      |               |               |              |              | 17     | 2      |
| 1993    | Yamaha Motors     | Football League  | 14     | 1      | 1             | 0             | 5            | 0            | 20     | 1      |
| 1994    | Júbilo Iwata      | J. League 1      | 16     | 0      | 0             | 0             | 0            | 0            | 16     | 0      |
| 1995    | Fukuoka Blux      | Football League  | 1      | 0      | 0             | 0             | -            | -            | 1      | 0      |
| 1996    | Consadole Sapporo | Football League  | 0      | 0      | 0             | 0             | -            | -            | 0      | 0      |
| 1996    | Blaze Kumamoto    | Regional Leagues |        |        |               |               |              |              |        |        |
| 1997    | Honda             | Football League  | 22     | 1      | 1             | 0             | -            | -            | 23     | 1      |
| 1998    | Honda             | Football League  | 14     | 1      | 4             | 0             | -            | -            | 18     | 1      |
| Totaal  | Totaal            | Totaal           | 84     | 5      | 6             | 0             | 5            | 0            | 95     | 5      |